# Ksar Bhir
Ksar Bhir est un ksar de Tunisie situé dans le gouvernorat de Tataouine.

## Localisation
Le ksar se situe sur une petite colline dans la plaine de la Djeffara. Son nom, ainsi que celui du village, est lié à la présence d'un puits (bhir).

## Histoire
La fondation du ksar est datée de 1920 selon Kamel Laroussi ou de 1940 selon la population locale.

## Aménagement
Le ksar de forme rectangulaire (environ 100 mètres sur 60) compte environ 120 ghorfas, réparties surtout sur un étage (quelques-unes sur deux étages). Quinze d'entre elles se trouvent dans la cour.
Il se caractérise par son apparence moderne, avec certaines portes en acier. De nos jours, une partie des ghorfas reste encore fonctionnelle.